# Il corsaro nero (film 1937)
Il corsaro nero è un film del 1937 diretto da Amleto Palermi.
Tratto dal libro omonimo di Salgari, come protagonisti la produzione, d'accordo con il regista, scelse Ciro Verratti, pluricampione di fioretto, sia mondiale che olimpico, e la sua compagna Ada Biagini, anche lei campionessa di scherma.
Si tratta del primo film in assoluto girato sull'isola d'Ischia.
 La location è stata S.Angelo d'Ischia e il grande scoglio di fronte al porto doveva essere, nell'immaginazione del regista, un'isola selvaggia dei Caraibi.

## Trama
La figlia adottiva del Governatore di Maracaibo è rapita dal Corsaro Nero, deciso a vendicare la morte del fratello, il Corsaro Rosso, vittima del governatore. Il rapimento si trasformerà in una storia d'amore a lieto fine.

## Accoglienza

### Critica
Nel fascicolo di Cinema del 10 dicembre 1936 " In questi anni il cinema d'avventura tra noi era rimasto un po' in sottordine, roba per seconde e terze visioni. Tornare oggi, come s'è fatto, in grande stile, a quel genere trascurato è segno di un più maturo senso del cinematografo. Segno di aver superato le pigre abitudini e le arrugginite posizioni drammatiche e comiche d'esito certo (o presunto tale). Due degli interpreti principali sono stati scelti tra i migliori rappresentanti della nostra giovinezza sportiva: Ciro Verratti il campione della scherma e Ada Biagini detentrice anch'ella di primati nella scherma e nel nuoto."